# Villa Marie (Alt-Radebeul)
Die Villa Marie liegt in der Clara-Zetkin-Straße 13 im Ursprungsstadtteil der sächsischen Stadt Radebeul. Sie wurde 1902/1903 nach Plänen des Architekten Carl Käfer errichtet.

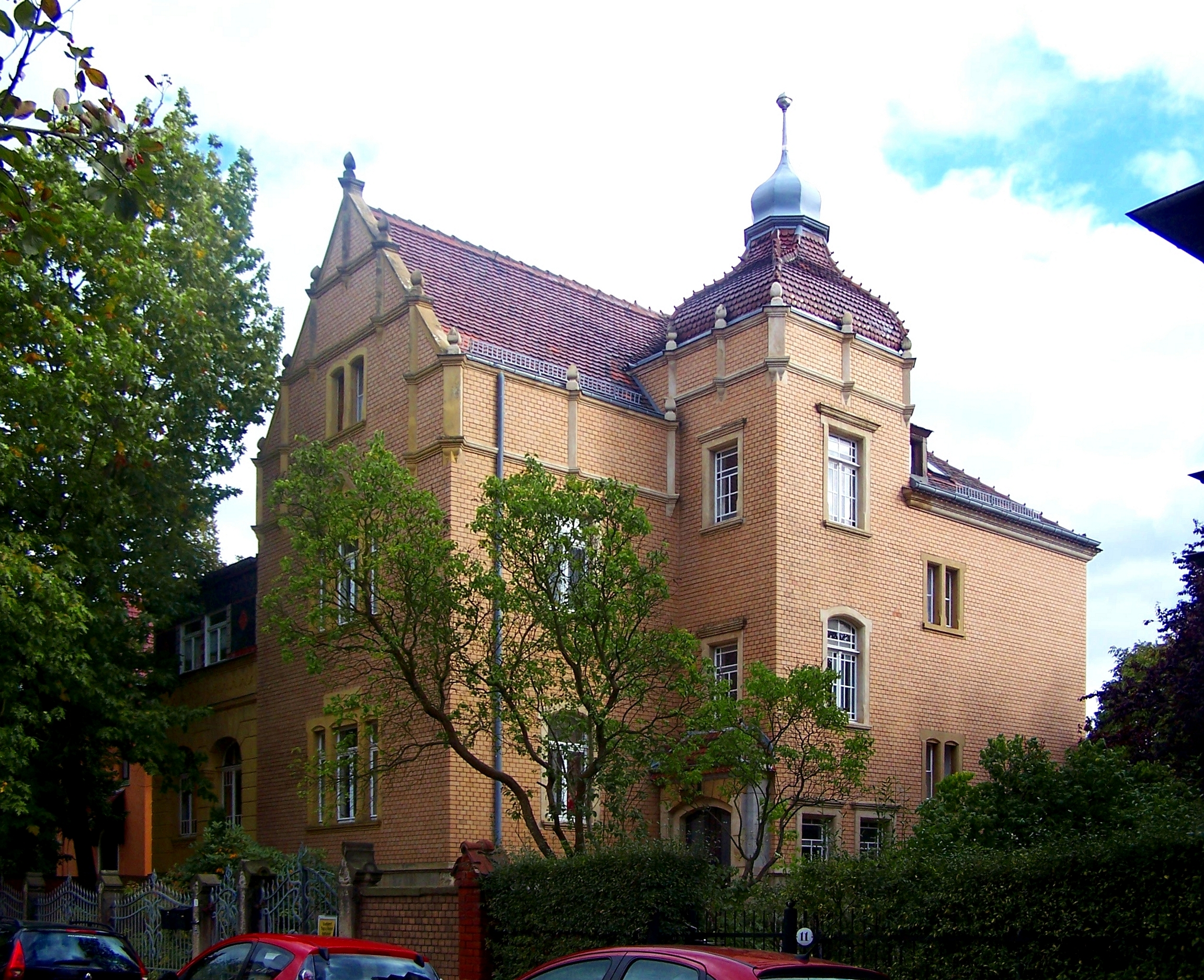
Villa Marie

## Beschreibung
Der Kaditzer Bauunternehmer Wilhelm Krobitzsch beantragte im November 1902 den Bau dieser Mietvilla, deren Entwurf vom auch den Bau leitenden Architekten Carl Käfer stammte. Die Bitte um eine erste Baurevision erfolgte im September 1903, kurz nach den nahebei liegenden und vom gleichen Bauunternehmer errichteten Villen Carola und Martha. Das zweigeschossige, mitsamt Einfriedung und Toranlage unter Denkmalschutz stehende stattliche Wohnhaus hat ein teilweise ausgebautes sowie ziegelgedecktes, hohes Walmdach mit verzierten Firstziegeln.
In der Straßenansicht steht rechts ein Seitenrisalit mit einem Staffelgiebel. Links vor der Rücklage steht eine massive Veranda mit Aufbau. In der rechten Seitenansicht steht ein rechteckiger, dreigeschossiger Treppenhausturm mit geschweiftem Dach und Haube, fortgesetzt durch die rückwärtig vorgezogene Fassade.
Der in Radebeul seltene Backsteinstil des Hauses entsteht durch rote Blendziegelfassaden mit Sandsteingliederungen. Der späthistoristische Bau wird durch Stilelemente des 16. Jahrhunderts ergänzt.